# Augustin Bila
Augustin Bila (Dinant, le 26 juin 1939 - Weillen, le 18 mars 1982) est un homme politique belge.
Fils d'Edouard Bila, Directeur des usines "La Dinantaise" et d'Anne-Marie Prignon, professeur des écoles, il est l'aîné d'une famille de trois enfants. Son frère Gabriel Bila, né le 19 octobre 1940 (décédé le 8 août 2014) et sa sœur Marthe Bila, née le 7 janvier 1945 suivront leurs études à l'Université de Louvain pour devenir tous deux pharmaciens (respectivement à Dave et à Loyers).
Docteur en droit de l'Université de Liège, militant wallon, Augustin Bila est député de Dinant pour le Rassemblement wallon de 1971 à 1977.
Il fut également le mentor du tout jeune Serge Kubla, dinantais comme lui, auquel il transmit la passion de la politique avant de proposer à ce dernier, en 1974,  d'entrer au cabinet de Jean Gol.
Le 25 février 1975, il dépose en session parlementaire la proposition de décret modifiant la loi du 19 juillet 1971 relative à l'octroi d'allocations et de prêts d'études.
Lors de la discussion sur l'achat d'avions par l'armée belge, à la suite du refus du Gouvernement belge de procéder à l'achat d'avions français Mirage, il vote non lorsque la question de confiance fut posée par le gouvernement. Il soutient ensuite le tournant à gauche proposé par le président Paul-Henry Gendebien à son parti.
En pleine ascension politique et médiatique, alors qu'il était pressenti pour un poste ministériel de premier plan, il est découvert mort par étouffement le 18 mars 1982, dans la maison de campagne familiale, rue du Tienne à Weillen.
L'enquête judiciaire très discrète menée à la suite de son décès n'aboutira à aucune vérité probante.